# Lijst van missen van Johann Sebastian Bach
Lijst van missen van Johann Sebastian Bach met BWV-nummer.
- BWV 232 - Mis in b (Hohe Messe)
- BWV 233 - Missa brevis in F
- BWV 234 - Missa brevis in A
- BWV 235 - Missa brevis in g
- BWV 236 - Missa brevis in G
- BWV 237 - Sanctus in C
- BWV 238 - Sanctus in D
- BWV 239 - Sanctus in d
- BWV 240 - Sanctus in G
- BWV 241 - Sanctus in D
- BWV 242 - Christe Eleison in g
- Credo in F

cantates · motetten · missen · oratoria en passies · vierstemmige koralen · liederen en aria's · orgelwerken · klavecimbelwerken · kamermuziek · orkestwerken · overige werken